# Misača
Misača (en serbe cyrillique : Мисача) est un village de Serbie situé dans la municipalité d'Aranđelovac, district de Šumadija. Au recensement de 2011, il comptait 656 habitants.

## Démographie
| 1948  | 1953  | 1961  | 1971  | 1981 | 1991 | 2002 | 2011 |
| ----- | ----- | ----- | ----- | ---- | ---- | ---- | ---- |
| 1 299 | 1 172 | 1 151 | 1 012 | 875  | 791  | 781  | 656  |

|  |